# Niohuru

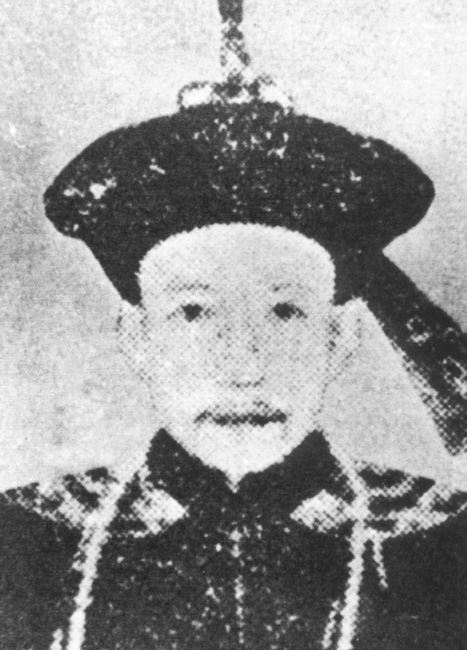
Heshen, un poderoso funcionario de la era Qianlong en la dinastía Qing, era del clan Niohuru

El Niohuru (manchú: ᠨᡳᠣᡥᡠᡵᡠ; chino: 鈕祜祿; pinyin: Niǔhùlù; Wade-Giles: Niu3-hu4-lu4; lit. 'lobo' en manchú) fueron un prominente clan manchú durante la dinastía Qing. El clan había habitado las montañas Changbai desde la dinastía Liao. El clan fue muy conocido durante la dinastía Qing por producir una variedad de consortes de todos los rangos para los emperadores, varias de las cuales llegaron a ser madres de emperadores reinantes. Entre las personas destacadas que pertenecieron al clan Niohuru o lo heredaron, se encuentran el famoso guerrero manchú Eidu, su hijo el alto funcionario Ebilun, la emperatriz viuda Ci'an, el infame funcionario corrupto Heshen, el concertista contemporáneo Lang Lang y Lang Tsuyun (Ann Lang), actriz, cantante y productora taiwanesa de televisión, cine y teatro.

## Distribución
Los registros escritos del clan Niohuru se remontan a la dinastía Liao (907-1125), cuando era conocido como el clan Dilie (敌烈氏) según la transliteración china. La transliteración actual Niohuru surgió durante la dinastía Ming. El clan Niohuru habitaba la región de las montañas Changbai de la actual provincia de Jilin, en el noreste de China (también conocida como "Manchuria"), y también en las orillas del río Songhua y del río Mudan.
Según los miembros del clan que intentaron remontar su genealogía, el primogénito común de la vasta tribu se remonta a un tal Sohoji Bayan (con el honorífico Su Gung), que se remontó seis generaciones después de Eidu, el primer miembro eminente del clan Niohuru en la historia Qing registrada Los Niohuru estaban ampliamente distribuidos por todo el territorio del imperio manchú, y cada uno de los Ocho Estandartes contaba con algunos Niohurus entre sus filas.
Hacia el final de la dinastía Qing y, sobre todo, tras la fundación de la República de China en 1912, muchos manchúes adoptaron apellidos chinos de un solo carácter basados en el origen de su clan. Se sabe que los niohuru adoptaron hasta dos versiones, "Niu" (钮), que podía encontrarse en la moderna provincia de Jiangxi además de en Manchuria; y "Lang" (朗). Lang sonaba como "lobo" en chino (狼), correspondiendo aproximadamente a la palabra de raíz manchú Niohe para Niohuru que significa "lobo".
Niu 钮 figura en el poema de los cien apellidos.

## Figuras notables

### Hombres
- Eidu (1562-1621), noble manchú, estrecho colaborador de Nurhaci.
  - Daqi (達啟/达启), segundo hijo de Eidu
  - Turgei (圖爾格/图尔格，pinyin:Tu'erge; 1594-1645), octavo hijo de Eidu; oficial de los ejércitos manchúes durante el reinado de Hong Taiji
  - Ebilun (m. 1673), decimosexto hijo de Eidu con Mukushen; fue uno de los cuatro regentes del emperador Kangxi
    - Necin (訥親/讷亲，pinyin: Neqin; m. 1749), nieto de Ebilun; supervisor manchú de la Junta de Guerra durante la era Qianlong
    - Alingga (1670-1716), séptimo hijo de Ebilun; funcionario de la corte del emperador Kangxi
- Heshen (1750-1799), infame funcionario de finales de la era Qianlong
  - Fengšeninde (丰绅殷德; 1775-1810), primer hijo de Heshen
- Mukedengbu (穆克登布; m. 1803),abuelo de la emperatriz Xiaoquancheng
  - Yiling (頤齡/颐龄), sirvió como oficial militar de primer rango (駐防將軍/驻防将军，pinyin:zhufangjiangjun) en Suzhou, y tuvo el título de duque de tercera clase (三等公)
- Sihung Lung (1930-2002), actor taiwanés
- Niu Maosheng (nacido en 1939), gobernador de Hebei
- Larry Hsien Ping Lang (nacido en 1956), economista de Hong Kong
- Doze Niu (nacido en 1966), director taiwanés
- Lang Lang (nacido en 1982), concertista de renombre internacional

#### Príncipe consorte
| Fecha | Príncipe consorte              | Princesa                                                                                            |
| ----- | ------------------------------ | --------------------------------------------------------------------------------------------------- |
| 1608  | Daqi                           | Quinta hija de Nurhaci (1597-1613) con su amante (Giyamuhut Gioro Zhenge)                           |
|       | Eidu                           | Cuarta hija de Nurhaci (Mukushen; 1595-1659) con su amante (Giyamuhut Gioro Zhenge)                 |
| 1621  | Turgei                         | Cuarta hija de Nurhaci (Mukushen; 1595-1659) con su amante (Giyamuhut Gioro Zhenge)                 |
| 1790  | Fengšeninde                    | Princesa Hexiao (1775-1823), décima hija del emperador Qianlong con la consorte Dun (Wang)          |
| 1863  | Jalafungga (扎拉豐阿; f. 1898) | Princesa Shouxi (1842-1866), octava hija del emperador Daoguang con la noble consorte Tong (Šumuru) |

### Mujeres
Consorte Imperial
- Emperatriz
  - Emperatriz Xiaozhaoren (1659-1678), segunda emperatriz del emperador Kangxi
  - Emperatriz Xiaoshengxian (1692-1777), noble consorte del emperador Yongzheng, madre del emperador Qianlong (1711-1799)
  - Emperatriz Xiaoherui (1776-1850), segunda emperatriz del emperador Jiaqing, madre de la séptima hija (1793-1795), Miankai (1795-1838) y Mianxin (1805-1828)
  - Emperatriz Xiaomucheng (1781-1808), primera consorte principal del emperador Daoguang
  - Emperatriz Xiaoquancheng (1808-1840), segunda emperatriz del emperador Daoguang, madre de la princesa Duanshun (1825-1835), la princesa Shou'an (1826-1860) y el emperador Xianfeng (1831-1861)
  - Emperatriz Xiaozhenxian (1837-1881), emperatriz del emperador Xianfeng
- Noble consorte imperial
  - Noble consorte imperial Gongshun (1787-1860), consorte del emperador Jiaqing, madre de la octava hija (1805-1806), la princesa Huimin (1811-1815) y Mianyu (1814-1865)
- Noble consorte
  - Noble consorte Wenxi (1661-1694), noble consorte del emperador Kangxi, madre de Yun'e (1683-1741) y de la undécima hija (1685-1686)
  - Noble consorte Cheng (1813-1888), noble dama del emperador Daoguang
- Consorte
  - Consorte Xiang (1808-1861), noble dama del Emperador Daoguang, madre de la segunda hija (1825), la princesa Shouzang (1829-1856) y Yicong (1831-1889)
- Concubina imperial
  - Concubina imperial Cheng (m. 1784), concubina imperial del emperador Qianlong
- Noble dama
  - Noble dama Shun (1749-1780), noble dama del emperador Qianlong

Princesa consorte
- Consorte principal
  - Primera consorte principal de Hong Taiji (1593-1612), madre de Lobohoi (1611-1617)
  - Primera consorte de Yunli
  - Segunda consorte principal de Yongrong, madre de Mianxin (1775-1777), princesa (nacida en 1776) y Mianqing (1779-1804)
  - Primera consorte de Yonglin (m. 1801), madre de Mianheng (1790), segundo hijo (1793-1795) y segunda hija (1796-1801)
  - Primera consorte de Miankai, madre de Yizuan (1818-1821)
  - Consorte principal de Yihe (m. 1871)
- Consorte secundaria
  - Consorte secundaria de Yunbi, madre de Dama (nacida en 1738) y Hongkang (1747-1814)
- Concubina
  - Concubina de Nurhaci, madre de Tanggūdai (1585-1640) y Tabai (1589-1639)
  - Concubina del emperador Kangxi, madre de la vigésima hija (1708 - 1708 o 1709)
  - Concubina de Changning, madre de la sexta hija (1684-1712)

## Galería

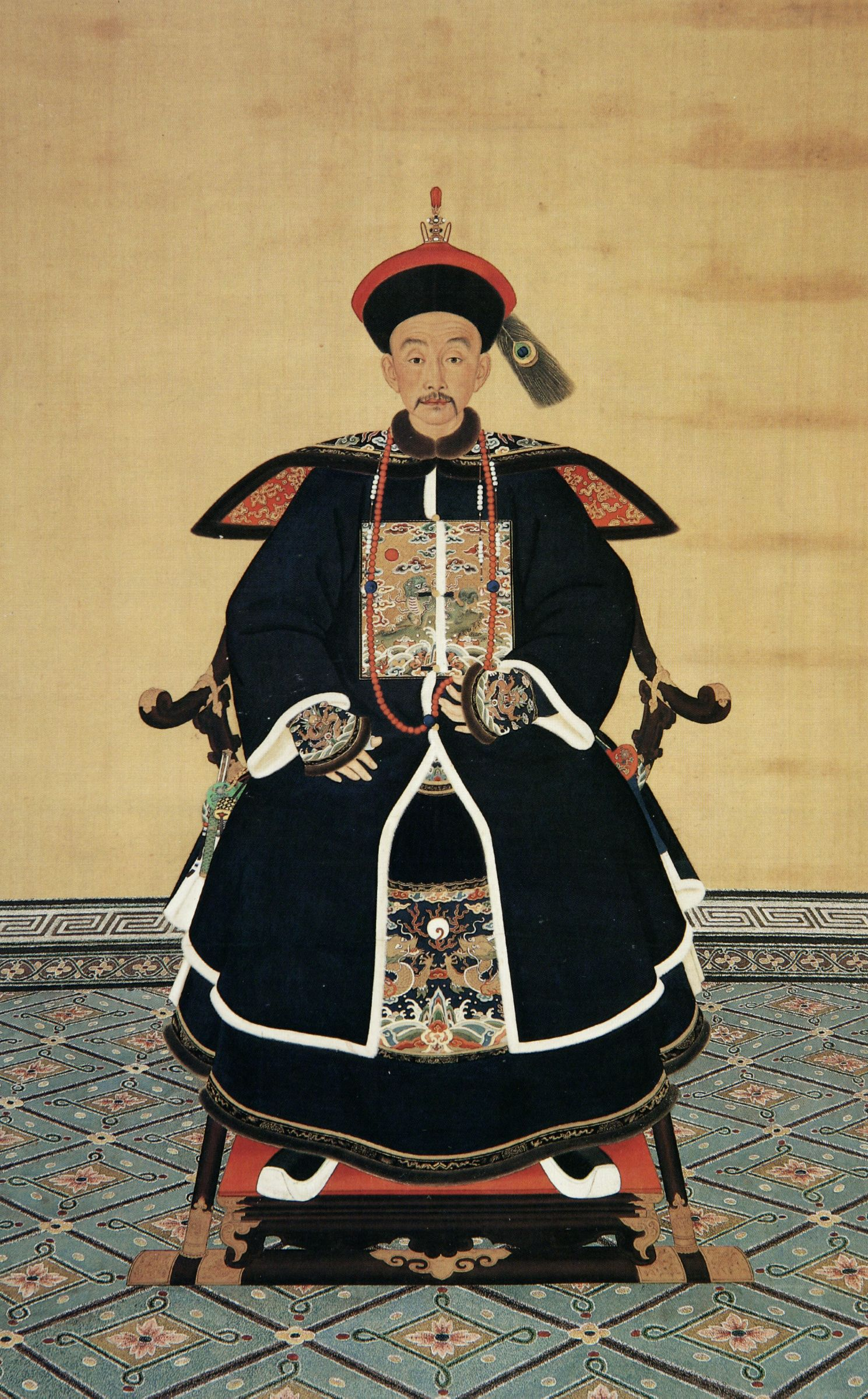
Príncipe consorte Zhalafeng'a, esposo de la princesa Shouxi de segundo rango, hija del emperador Daoguang
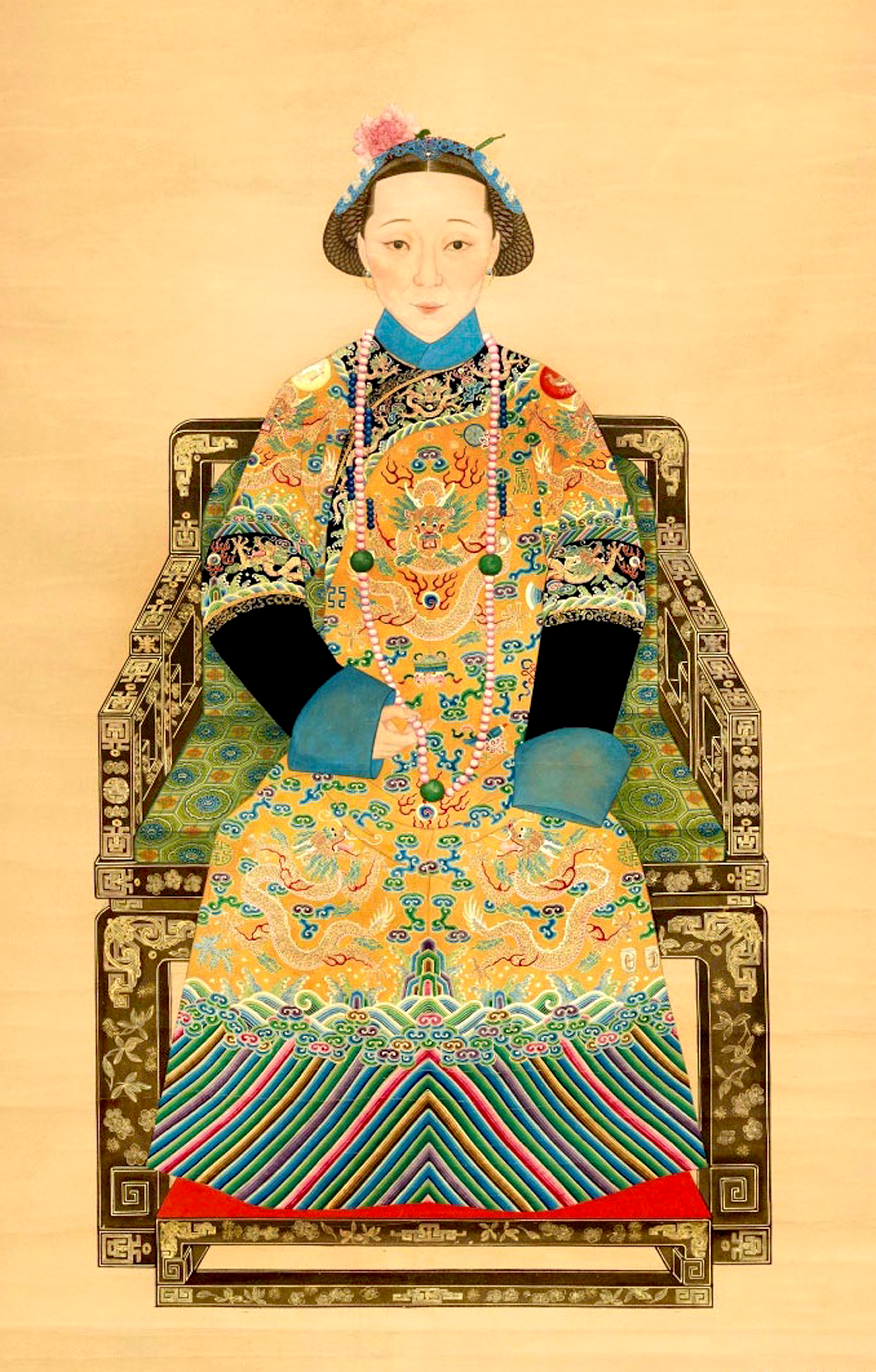
Emperatriz viuda Ci'an
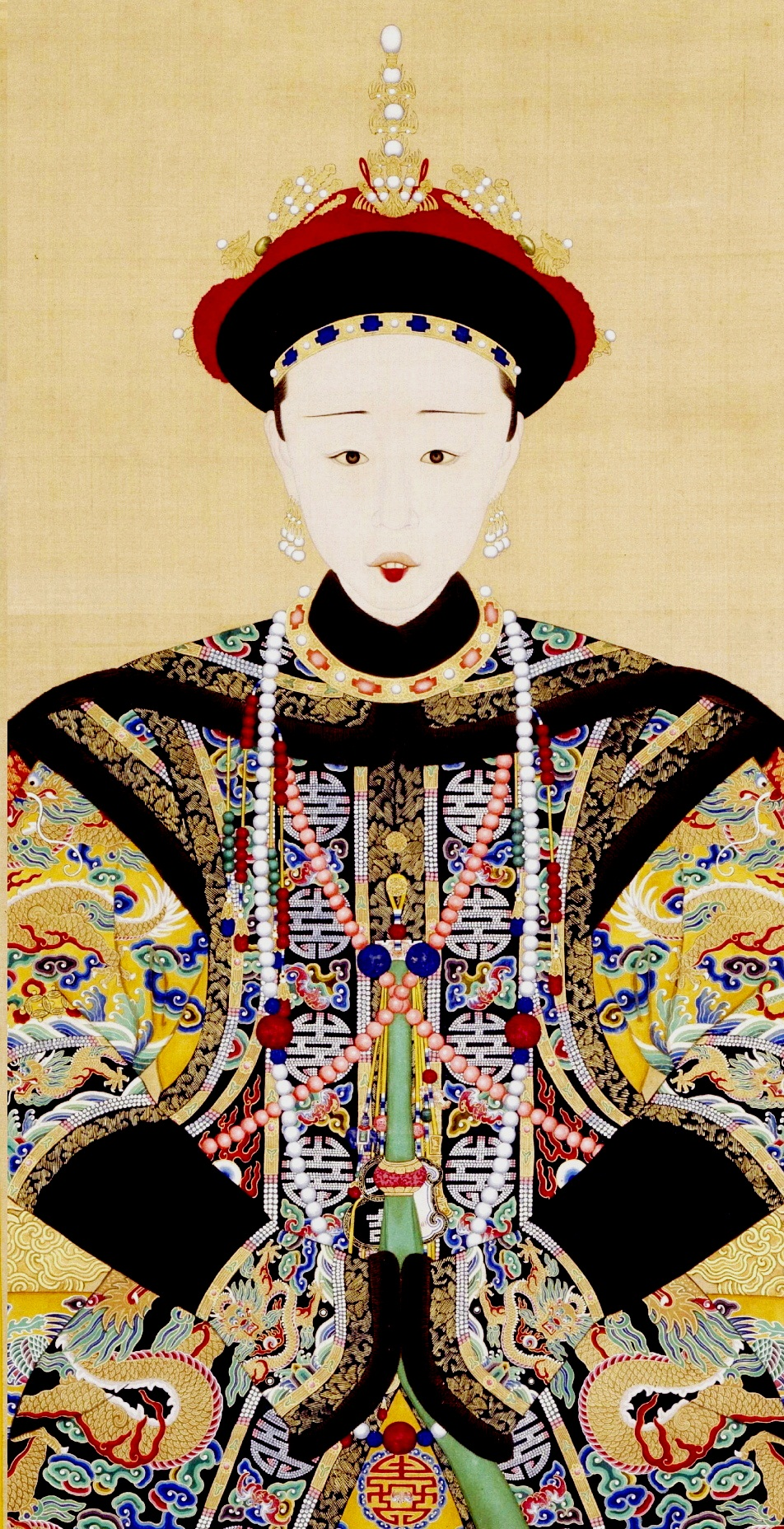
La emperatriz Xiaoquancheng en traje de corte
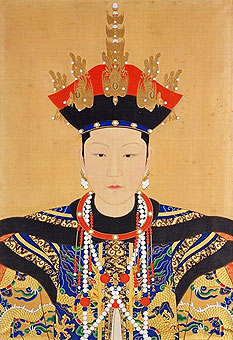
La emperatriz Xiaozhaoren en traje de corte
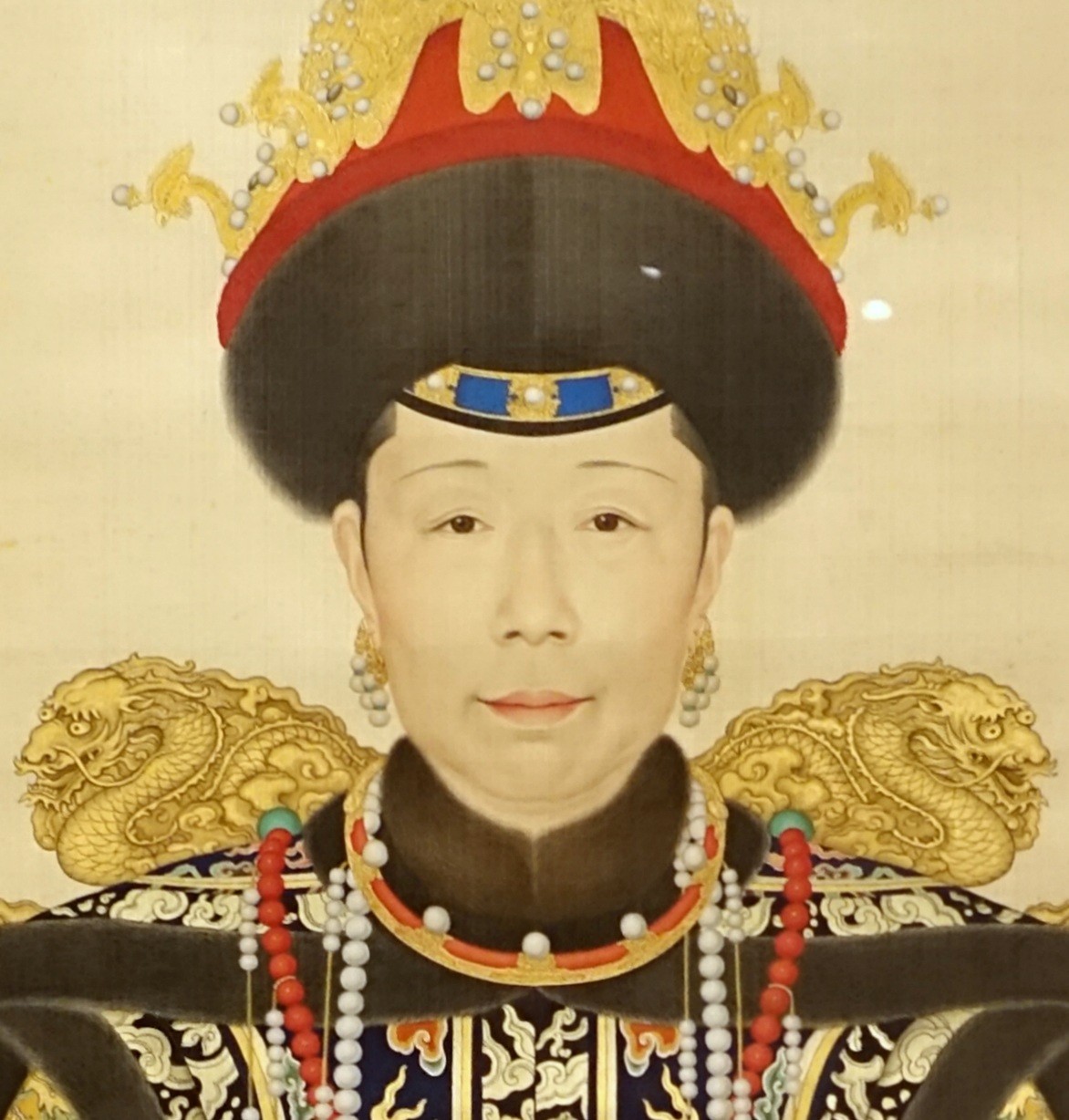
La emperatriz Xiaoshengxian en traje de corte, por Giuseppe Castiglione
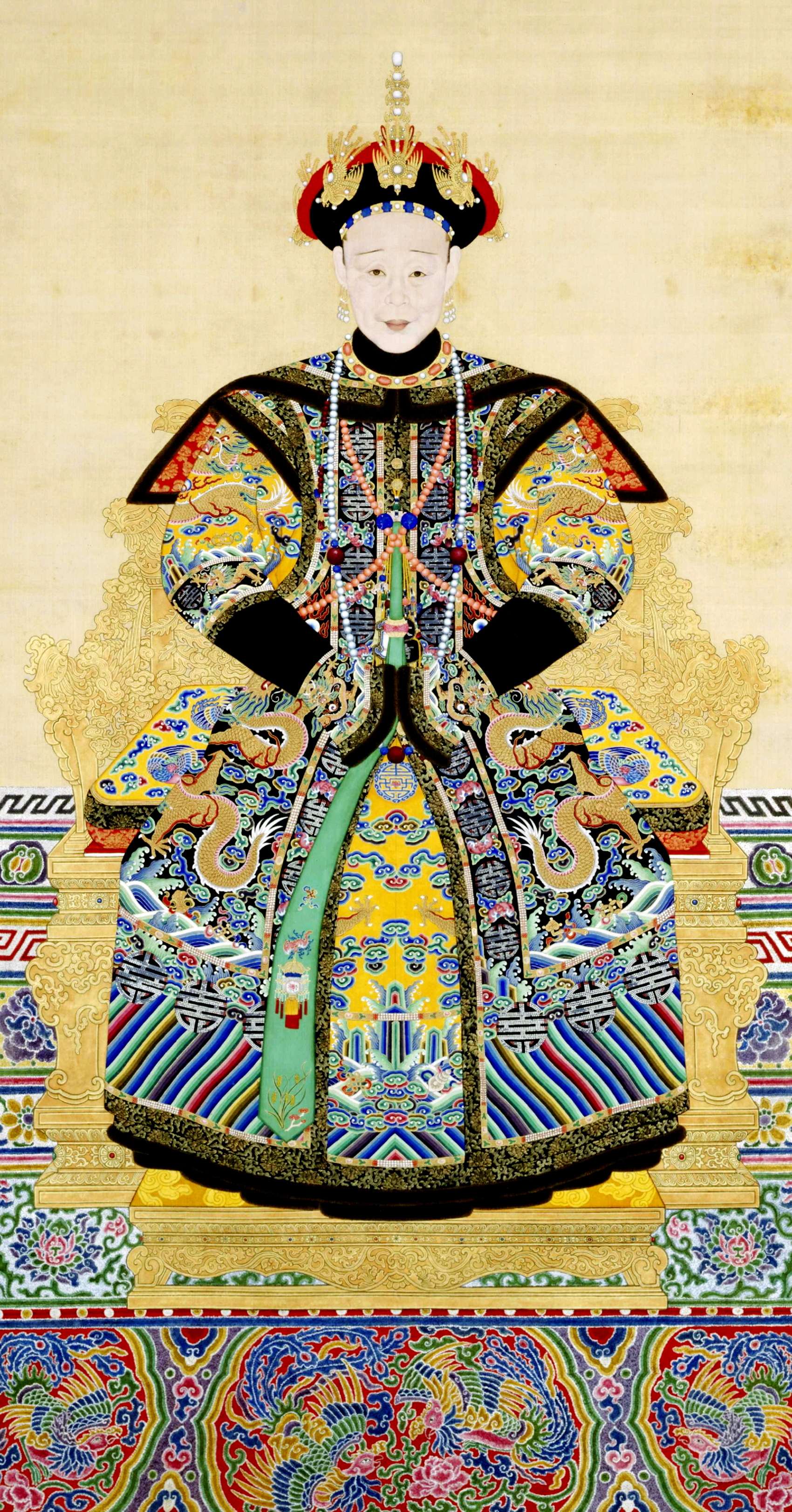
La emperatriz Xiaoherui en traje de corte
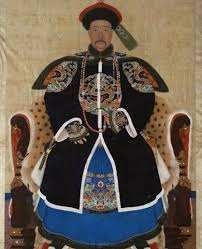
Retrato imperial de Ebilun